# Unitat Convivencial d'Acció Educativa
La Unitat Convivencial d'Acció Educativa (UCAE) neix a Catalunya el 27 de maig del 2010 amb la Llei dels drets i les oportunitats en la infància i l'adolescència. És un servei d'integració familiar per a infants i adolescents que tenen dificultats per accedir a l'acolliment ordinari, ja que requereixen una atenció més especialitzada.
Les famílies acollidores són persones qualificades i amb titulació, formació i experiència relacionades amb l'educació, la infància i l'adolescència. Tenen com a objectiu respondre a la necessitat de trobar perfils amb les capacitats necessàries per acollir a nens i adolescents amb necessitats educatives o cures especials. Poden acollir un mínim de dos infants o adolescents i fins a quatre menors tutelats per la Direcció General d'Atenció a la Infància i l'Adolescència (DGAIA). Cada UCAE té, almenys, un professional, i, a més, per cada vint-i-cinc menors, s'hi troba un educador social que dona suport. És un servei que encara està en procés d'implantació. Es poden trobar, entre d'altres, dos tipus d'acolliment: el simple i el permanent.

## Història
La Unitat Convivencial d'Acció Educativa va sortir de la necessitat de trobar famílies per infants par a qui és difícil trobar una família convencional i que haurien d'estar en un Centre Residencial d'Acció Educativa (CRAE). La primera llei que es va aprovar a Catalunya referent a l'acolliment familiar va ser la Llei 11/1985, el 13 de juny, de protecció de menors.
Anys després, a causa de la Llei 21/1987 de l'11 de novembre, es van modificar uns articles del Codi Civil en l'àmbit d'adopció, acolliment familiar i altres formes de protecció. Aquest fet va provocar la creació de la Llei 37/1991, de 30 de desembre, sobre mesures de protecció dels menors desemparats i de l'adopció, la qual es va modificar per la Llei 8/2002, de 27 de maig.

L'Institut Català de l'Acolliment i de l'Adopció (ICAA) va dur a terme el 2009 una prova pilot d'acolliment familiar professional en Unitat Convivencial d'Acció Educativa a Catalunya. Van concloure que era difícil trobar les persones idònies que tinguessin els requisits per acollir. El Parlament de Catalunya va aprovar la Llei dels Drets i Oportunitats de la Infància i l'Adolescència el 27 de maig de 2010.
"El que perseguim és que aquesta modalitat d'acolliment sigui una eina de treball que possibiliti millorar la nostra tasca, que ens permeti donar una atenció de més qualitat als nostres infants i adolescents, i que ens ajudi a acomplir el dret que tot infant té a viure i créixer en una família." 
Imma Pérez i Rovira, Cap de l'Assessoria Jurídica del Consorci de Serveis Socials de Barcelona.

## Família d'acolliment
Hi ha molts infants i adolescents en risc i en situació de desemparament dels quals la família biològica no pot prestar una bona atenció. A conseqüència d'això, l'administració pública es fa càrrec d'aquests infants i els busca una família on poden rebre l'atenció que cal. Hi ha moltes modalitats de família d'acollida, però des del 2010, va aparèixer la UCAE. Els infants acollits en UCAE són:
- Nens, nenes i adolescents, de més de set anys fins als divuit, que tenen dificultats per aconseguir una família acollidora ordinària.
- Infants amb diversitat funcional, discapacitat física, psíquica, intel·lectual o sensorial, malalties cròniques i trastorns de conducta que necessiten necessitats educatives especials.[18]
- Infants o adolescents que pel seu passat demanen una atenció individualitzada dins d'un entorn familiar.
- Conjunt de germans per tal de no separar-los i trencar així el vincle afectiu establert.

La família que rep un infant o adolescent, ha de mantenir al nen, alimentar-lo, garantir-li una formació, i també tenir una disponibilitat total per a ell, sempre sota la vigilància, el suport d'un expert i l'ajut de les Institucions Col·laboradores d'Integració Familiar (ICIF). Totes les famílies, siguin persones soles, famílies amb fills o sense, és a dir, que vulguin formar o ampliar la família han de complir uns requisits:
- Tenir una formació específica relacionada amb l'educació, és a dir, en l'àmbit pedagògic, social i psicològic i ser persones que estiguin disposades a dedicar-se exclusivament als infants acollits.
- Tenir experiència en l'àmbit de la infància i l'adolescència i formació per la ICIF, a més de la formació continuada de la UCAE.
- Disposar d'un habitatge amb les condicions adequades i ser empàtic entorn les emocions dels altres.[21]
- Aptitud de relacionar-se amb els altres i de saber gestionar les emocions amb la finalitat de donar-los suport de la manera més adequada segons les seves necessitats.[22]
- Ser conscient de la realitat que ens envolta.
- Capacitat per treballar en equip i col·laborar amb altres professionals, a més de disposar d'un important sentit de la responsabilitat i compromís.

### Objectius
Els objectius generals que pretén aconseguir la UCAE amb el seus serveis són:
- Donar a l'infant o l'adolescent un nou entorn familiar el més corrent possible,[24] sense trencar definitivament amb la família progenitora a la qual se li proporciona una ajuda davant la situació de separació del seu fill o filla.
- Crear un vincle afectiu que permeti a l'infant o l'adolescent desenvolupar les seves capacitats afectives i socials.[25]
- Augmentar el nombre d'infants i d'adolescents sota la tutela de la Generalitat de Catalunya que tenen dificultats educatives o circumstàncies especials que requereixen una intervenció especialitzada.
- Potenciar un procés d'identificació i de desenvolupament personal a partir de la presència de figures adultes.

A més, la UCAE té altres objectius més específics que van dirigits als adolescents d'entre 16 i 18 anys.
- Brindar un acompanyament en el procés educatiu mentre l'infant assoleix una autonomia personal i esdevé adult.
- Fomentar una educació completa dels joves respecte a la dimensió laboral i personal i alhora participar en tots els seus processos d'inserció sociolaboral.[26][27]

### Procediment d'adopció en la UCAE
Les persones que s'ofereixen per fer un acolliment familiar professionalitzat en UCAE, han de passar per una selecció, valoració i formació prèvia. Aquestes persones han de presentar a través de la ICIF, una sol·licitud on consti les dades personals i la seva intenció d'acollir a l'infant. A la sol·licitud, cal annexar la següent documentació:
- Certificat d'antecedents penals[28] on constin totes les persones que viuen en el domicili i també el certificat d'empadronament.
- Informe mèdic de salut física i psíquica.
- Còpia de la titulació requerida.
- Curriculum vitae.

Una vegada presentada la documentació necessària, es fa una consideració tant individual com de la família amb la finalitat de veure les capacitats que tenen per fer l'acolliment segons els articles 61 i 62 del Decret 2/1997, de 27 de maig. Durant aquest temps d'observació i estudi de la família, junt amb les entrevistes de l'estudi psicosocial també s'han de fer entrevistes personals amb cadascun dels professionals per veure la seva trajectòria formativa, professional i ocupacional. Aquestes entrevistes individuals serveixen per:
- Saber quines són les motivacions i les expectatives que porten a voler acollir un infant.
- Conèixer el perfil psicosocial per saber així la història familiar i el rol familiar que potser desenvoluparà en el futur.
- Identificar les capacitats, habilitats, recursos, la manera de resoldre els conflictes que es presentin i l'experiència respecte al tracte dels infants amb dificultats emocionals, intel·lectuals, físiques i sensorials.
- Conèixer el compromís, la formació i la disponibilitat sobre l'acolliment, així com les seves expectatives de remuneració econòmica.

Una vegada s'han seleccionat les persones acollidores, han de fer un període de formació orientada a l'atenció d'infants o adolescents amb necessitats especials. Després, hauran de continuar amb la formació segons l'evolució dels infants.

## Modalitats d'acolliment
Segons el tipus de necessitats que tingui l'infant o l'adolescent, se li aplicarà una modalitat o una altra d'acolliment. A banda de l'acolliment simple i permanent, ja esmentats anteriorment, n'hi ha d'altres:
1. Acolliment d'urgència i diagnòstic: en aquest acolliment, l'infant viu amb una família mentre s'estudia la situació en la qual es troba la seva família d'origen. La durada de l'acolliment serà el temps necessari fins que es realitzi l'estudi. Adreçat a infants de fins a sis anys.
2. Acolliment de curta durada: l'infant és acollit per una família amb l'objectiu de tornar al seu entorn familiar abans de dos anys. Durant aquest temps, però, la família d'origen i l'infant realitzen activitats lúdiques per no perdre el contacte.[31] Un cop comprovat que la família pot fer-se càrrec un altre cop de l'infant, s'inicia el procés de retorn.[32]
3. Acolliment de llarga durada: l'infant és acollit per una família mentre la seva família biològica millora la seva situació. L'acolliment pot ser superior a dos anys.
4. Acolliment de caps de setmana i vacances: es produeix quan l'infant té més de nou anys, viuen en centres residencials i tenen la necessitat de tenir un ambient familiar.[33] Aquest acolliment es duu a terme els caps de setmana i les vacances escolars. La seva durada dependrà del temps que es consideri beneficiós per a l'infant.
5. Acolliment permanent: s'analitza si el desemparament serà definitiu i es considera si és més favorable per a l'infant o l'adolescent l'aplicació de l'acolliment preadoptiu.

## Drets i deures dels infants
Tots els éssers humans, independentment de l'edat, l'origen i la cultura, tenim una sèrie de drets que hem de respectar i deures que hem de complir. Tant un com l'altra, són imprescindibles per viure en societat i per poder conviure de la millor manera. Tots aquests drets es recullen a la Declaració de Drets Humans. Es tracta d'un document de trenta articles en què consten els drets considerats bàsics pels éssers humans. Però pel que fa als infants, en aquest cas, acollits, tenen un seguit de drets i deures concrets:
- Encara que tots els nens i nenes són diferents, ja sigui perquè han nascut en famílies diferents o perquè tenen diferents costums, tots els drets són iguals per tots aquests. No hi ha d'haver desigualtats ni discriminacions, tots els nens han de tenir les necessitats principals cobertes, com pot ser el cas d'un nucli familiar.
- Tots els nens i nenes tenen el dret a ser cuidats i a tenir tot el que cal per a poder créixer bé. Per l'altra part, tenen el deure d'estimar i tractar bé els adults que els envolten i tenen cura d'ells.
- Tots els nens i nenes del món tenen dret que els ajudin a néixer en les millors condicions i a tenir menjar, un lloc on viure, esbarjo i atencions des del naixement. Ells tenen el deure de divertir-se, gaudir i de cuidar casa seva.
- En alguna situació complicada, té dret a rebre ajuda i atenció especial per a poder superar-lo.[38] El nen o nena té el deure d'expressar què li passa per sentir-se millor amb si mateixa.
- Els nens i nenes tenen el dret d'aprendre. L'escola, i també la família, s'han d'encarregar de facilitar aquest deure als infants. Ells, però, tenen el deure de voler aprendre i conèixer que l'escola és un lloc, on s'aprèn i alhora es gaudeix.[39] L'escola no ha de ser lloc per iniciar cap mena de violència.[40]
- Tothom té dret a ser protegit i cuidat.[41] Tots els nens i nens, així com totes les persones han d'ajudar a aquells que ho necessiten.

## Diferències entre la UCAE i l'acolliment familiar
Tot i que la UCAE i l'acolliment familiar poden semblar ser el mateix, tenen un seguit de diferències explicades a continuació.
La principal diferència que hi ha entre la UCAE i l'acolliment familiar és el servei que realitza cadascuna. La UCAE és un servei d'integració familiar que va dirigit a infants i adolescents que tenen dificultats per accedir a l'acolliment ordinari i necessiten una atenció més individualitzada. A diferència de l'acolliment familiar, la família es fa responsable del menor durant un temps. Normalment, aquests resideixen en centres d'acollida o en Centres Residencials d'Acció Educativa (CRAE) fins que una família els acogeix per un temps. Aquestes famílies ajuden i protegeixen als infants i adolescents que es troben en una situació familiar complicada i, per tant, els proporcionen una alternativa amb un entorn d'atenció i dedicació.
Els infants també es diferencien depenent l'acolliment. En l'acolliment familiar els infants han viscut situacions difícils que han portat l'abandonament de la família d'origen i que estan en situació de desemparament. Aquests nens poden ser petits o grans, fins als divuit anys, de diferents llocs, cultures i amb germans o sense. Els infants a la UCAE, en canvi, tenen les seves pròpies característiques especials com poden ser infants amb diversitat funcional o necessitats educatives especials. A més, els perfils dels infants o joves acollits requereixen una atenció especialitzada. És per aquest motiu que hi ha una relació contractual entre la persona acollidora i la ICIF.
Diferenciant-lo de l'acolliment familiar, els professionals de la UCAE reben una remuneració econòmica regulada per un contracte de prestació de servei per cuidar als joves, ja que són professionals amb formació específica i experiència en l'àmbit de la infància i adolescència en risc. En canvi, en l'acolliment familiar no requereixen cap mena de formació especialitzada ni reben cap remuneració.